# Lokomotive

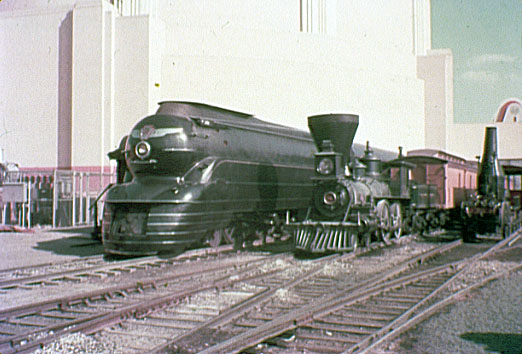
Historische Lokomotiven auf der Weltausstellung in New York 1939–1940

Als Lokomotive (von neulateinisch loco motivus, sich von der Stelle bewegend), kurz Lok oder veraltet auch Zugmaschine genannt, bezeichnet man seit ihrer Erfindung sowohl eine spur- bzw. schienengebundene als auch eine frei bewegliche Arbeitsmaschine, die nach der Zeit der ausschließlichen Nutzung als vielseitige Dampflokomotive zum überwiegend spurgebundenen Triebfahrzeug mit unterschiedlichen Antriebstechnologien weiterentwickelt wurde.

## Unterscheidungen
Lokomotiven können nach einer Reihe verschiedener Kriterien unterschieden werden, zu den gängigsten zählen: Verwendung, Spurweite, Antrieb, Kraftübertragung usw.

### Verwendung, Spurweite, Achslast
Als Lokomotive wird ein Schienenfahrzeug bezeichnet, auf dem sich in der Regel höchstens zwei Personen (Lokführer und ggf. Heizer oder Beimann) und keine Nutzlast befinden. Ist das Triebfahrzeug in den Nutzbereich (Fahrgast- und/oder Frachtraum) integriert, spricht man von einem Triebwagen bzw. Triebzug.
Unterschieden wird u. a. nach Personen- und Güterzug-, Vorort- oder Nahverkehr, Schnellzug-, Rangier- und Schiebelokomotiven. Dank der Thyristortechnik moderner Elektrolokomotiven schwindet die Bedeutung dieser Unterscheidungen, ohne dass diese dadurch völlig hinfällig werden.
Es gibt u. a. Feld-, Schmalspur- und Normalspurlokomotiven, wobei diese jeweils noch weiter untergliedert werden, bei Normalspur z. B. in (europäische) Regelspur (1435 mm) und unterschiedliche Breitspuren (Spanien 1668 mm, Russland 1520 mm). Bei unterschiedlichen Spurweiten, aber nicht nur durch diese bedingt, ergeben sich unterschiedliche zulässige Achslasten, die früher z. B. zur Unterscheidung zwischen leichten und schweren Lokomotiven geführt hatte.

### Antrieb, Kraftübertragung und Traktion
Am gängigsten sind bzw. waren Dampflokomotiven, Diesellokomotiven (bzw. allgemeiner mit Verbrennungsmotorantrieb) und Elektrolokomotiven. In explosionsgefährdeten Bereichen oder wo ausreichend Dampfenergie zur Verfügung stand, z. B. große Industriebetriebe, waren Dampfspeicherlokomotive üblich, bis diese durch die massenhafte Verbreitung von LKW verdrängt wurden. Daneben gibt es hybride Formen der Energiebereitstellung, z. B. Zwei- und Mehrsystemfahrzeuge, Zweikraftlokomotiven oder die wahlweise Versorgung über Oberleitung oder seitliche Stromschiene. Andere Antriebe, wie Gasturbinen- oder Raketenantrieb, gingen nicht über frühe Überlegungen bzw. exotische Versuchsfahrzeuge hinaus. Zweiwegefahrzeuge sowie von Tier oder Mensch angetriebene Schienenfahrzeuge werden nicht als Lokomotive klassifiziert.
Aus der unterschiedliche Technik jeder Antriebsart ergeben sich unterschiedliche Arten der Kraftübertragung, Details sind deshalb dort beschrieben. Der Schienenzeppelin mit seiner Luftschraube gehört zu den dieselgetriebenen Fahrzeugen genauso wie die Druckluftlokomotive. Die Zahnradlokomotive stellt eine Sonderform dar, bei der der Reibschluss auf der Schiene ergänzt wird durch Formschluss auf der Zahnstange.

### Dampflokomotiven

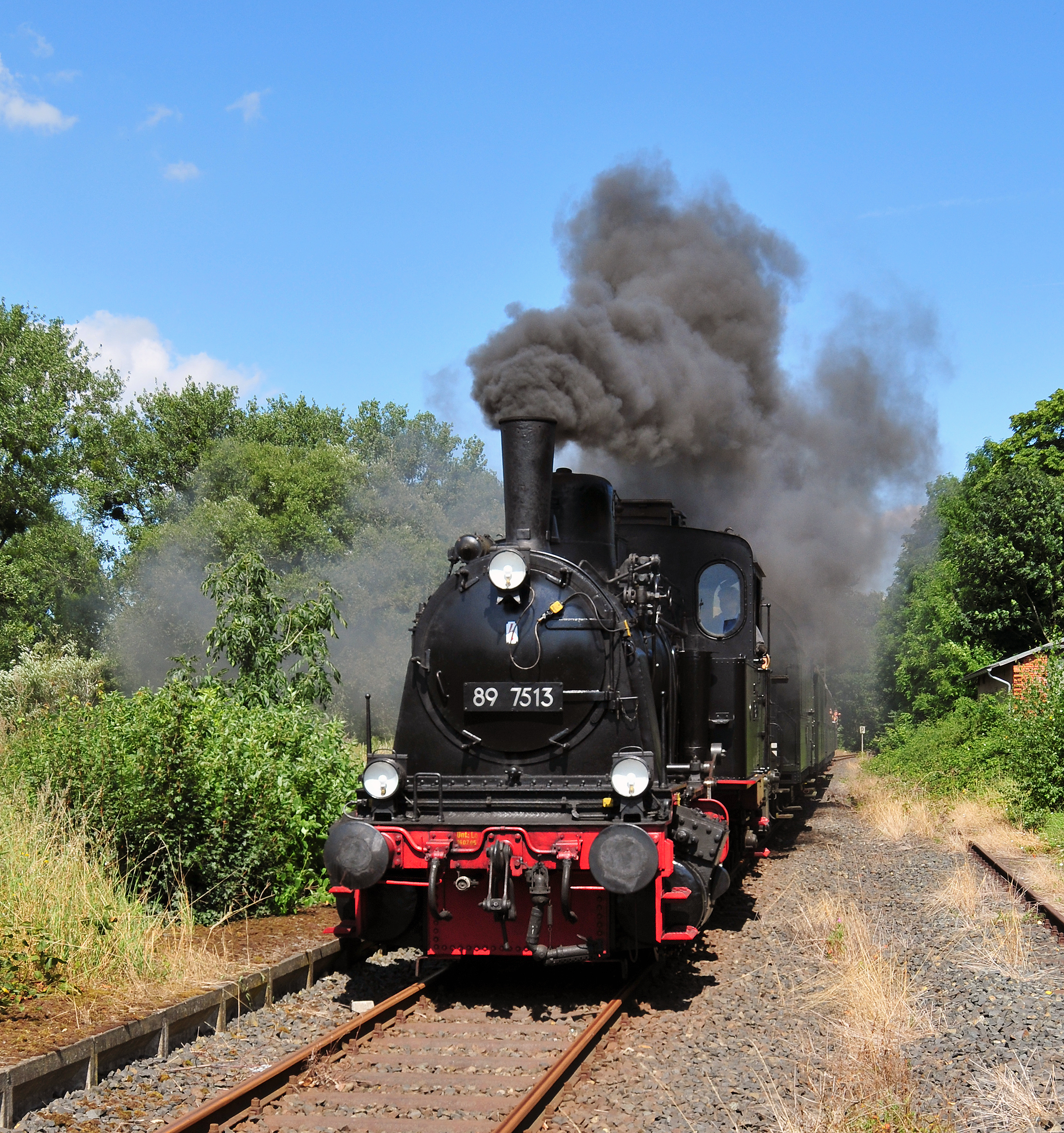
Museal erhaltene Dampflokomotive in Bockenem

Dampflokomotiven beziehen ihre Primärenergie aus der Verbrennung der zumeist mitgeführten Brennstoffe, früher oftmals Torf oder Holz, dann Kohle (alle auf offenem Rost), sowie Kohlenstaub oder Schweröl. Sie sind eine Weiterentwicklung des Dampfkraftwagens. Die für den Antrieb benötigten Brennstoffe werden in Laderäumen (Kohlenkästen) oder Tanks auf der Lokomotive oder auf einem angehängten Schlepptender mitgeführt.
Der damit geheizte Dampflokomotivkessel erzeugt aus ebenfalls in Wasserkästen an der Lokomotive oder im angehängten Tender mitgeführtem Wasser den Dampfdruck für die Zylinder. Diese übertragen die Druckkraft auf die Treibstangen, die über eine Treibkurbel mit der Treibachse verbunden sind.
Die Dampflokomotive war die ursprüngliche und lange Zeit vorherrschende Lokomotivbauart. Sie ist in den USA seit den 1960er Jahren, in der Schweiz seit 1960, in der Bundesrepublik Deutschland bei der Deutschen Bundesbahn seit 1977 und in der DDR sowie in Berlin bei der Deutschen Reichsbahn seit 1988 praktisch vollständig durch Elektro- und Diesellokomotiven abgelöst worden.
In Asien, beispielsweise in der Volksrepublik China, in Indien, Thailand und Nordkorea, aber auch bei einigen deutschen Schmalspurbahnen befinden sich Dampfloks noch im regulären Betrieb.
Sehr selten kommt eine Dampfturbine – typisch auf einen elektrischen Generator wirkend – zum Einsatz (siehe Dampfturbinenlokomotive).

### Verbrennungsmotor-Lokomotiven

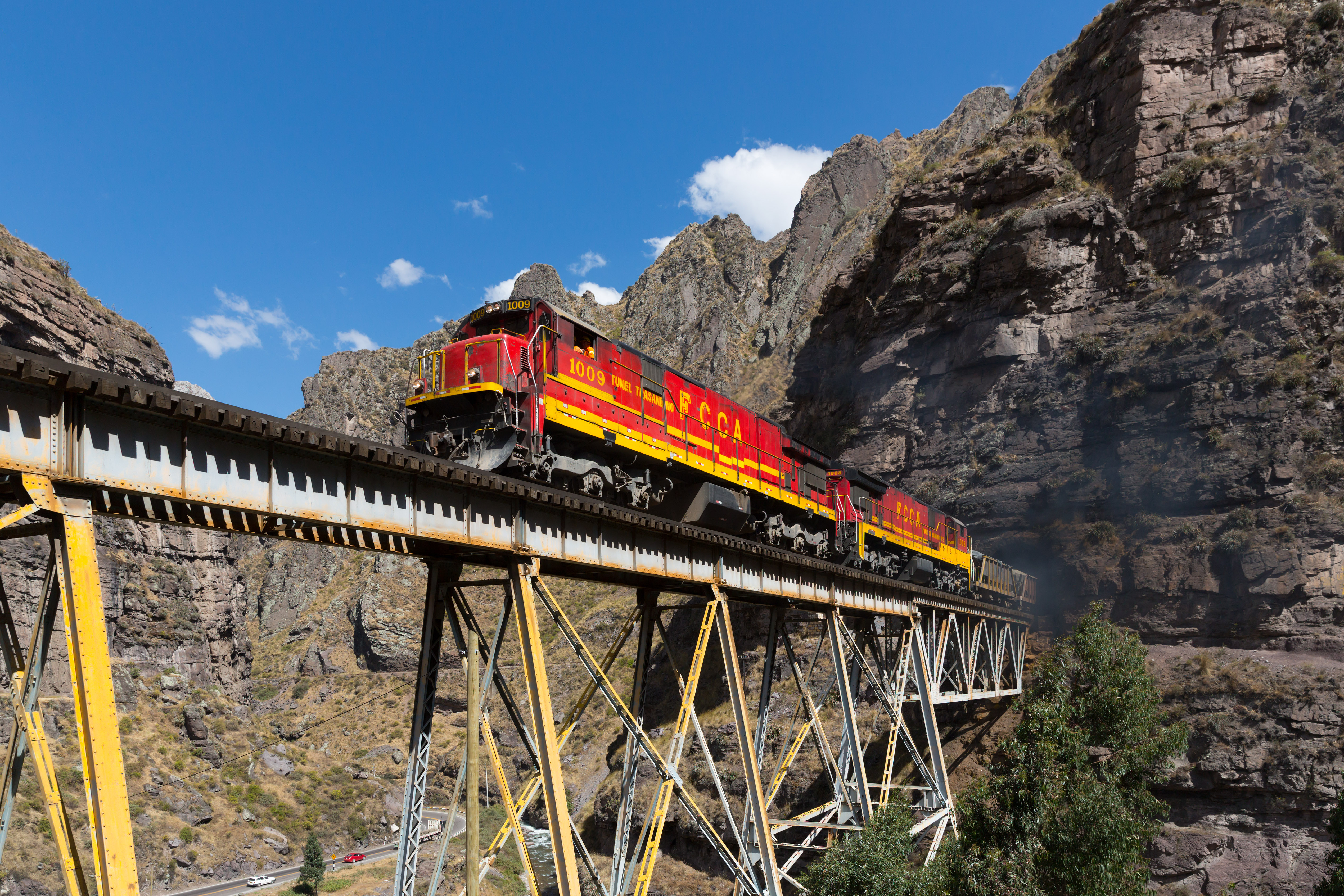
General-Electric-Diesellokomotiven in Peru

Mit Verbrennungsmotoren angetriebene Lokomotiven benötigen zwischengeschaltete Anlagen oder Getriebe, da Diesel- oder Ottomotoren oder Turbinen im Stillstand bzw. bei sehr kleinen Drehzahlen kein Drehmoment liefern können.
Bei dieselelektrischem Antrieb treibt der Dieselmotor zunächst einen Generator an, der elektrischen Strom für die Fahrmotoren erzeugt.
Beim dieselhydraulischen Antrieb wird die Motorkraft auf ein Strömungsgetriebe übertragen, dessen Ausgangswelle mit den Achsen verbunden ist.
Ältere und kleine Diesellokomotiven übertragen ihre Leistung zuweilen auch über Schaltgetriebe (dieselmechanische Lokomotive).
Lokomotiven mit Ottomotoren und anderen Formen von Verbrennungsmotoren sind nur noch von historischer Bedeutung.
Auch der Antrieb mit Gasturbinen hat, trotz zahlreicher Experimente und zeitweiliger Einsätze im Betriebsdienst, keine hohe Bedeutung. Gasturbinen erzeugen aus vergleichsweise kleinem Volumen eine sehr große Leistung und haben eine (für Lokomotiven eher kontraproduktive) geringe spezifische Masse. Sie bieten eine ähnlich hohe Effizienz wie Dieselmotoren, aber nur bei Volllast.

### Elektrolokomotiven
Elektrolokomotiven (kurz E-Loks, Elloks oder Elektroloks) haben einen rein elektrischen Antrieb im Gegensatz zu beispielsweise dieselelektrisch oder elektrisch-dampfgetriebenen Lokomotiven. Elektroloks beziehen ihre Primärenergie meist während der Fahrt aus Oberleitungen oder aus einer seitlichen Stromschiene über Stromabnehmer.
Auch die diskontinuierliche Elektroenergie-Speicherung in Akkumulatoren ist gebräuchlich. Lokomotiven mit elektrischen Fahrmotoren, die ihren Strom aus einem Generator beziehen, der von einem Dieselmotor angetrieben wird, werden üblicherweise als Diesellokomotiven eingeordnet.
Moderne Elektroloks haben ausschließlich Einzelachsantrieb. Die Radsätze mitsamt dem Fahrmotor sind meist in paarig angeordneten Drehgestellen mit je zwei oder drei Radsätzen zusammengefasst, die den darüberliegenden Aufbau tragen.
Letzter Stand der Entwicklung sind Drehstrom-Antriebe, die aus dem Wechsel- oder Gleichstrom der Fahrleitung bzw. des Generators bei dieselelektrischen Antrieben in Frequenzumrichtern den Drehstrom zum Antrieb der Drehstrom-Fahrmotoren gewinnen. Mehrsystemlokomotiven können mit dieser Technik bei unterschiedlichen Fahrleitungsspannungen und -frequenzen fahren.
Batterie- und/oder Wasserstoff-Brennstoffzellen dienen neuerdings als Energiequelle für kleine elektrisch angetriebene Züge.

## Unterscheidung nach Anwendungszwecken
Frühere Lokomotivtypen wurden neben der Antriebsart auch nach Schnellzug-, Personenzug-, Güterzuglokomotiven sowie Verschiebe- und Kleinlokomotiven unterschieden. Für den Streckenbetrieb werden jedoch zunehmend Allzwecklokomotiven verwendet, die sowohl schnelle Personenzüge als auch Güterzüge ziehen können. Bei Personenzügen ersetzen zunehmend Triebwagen den Zug mit Lokomotive. Eine Unterscheidung neuer und stark standardisierten Lokomotiven nach Betriebsart ist nur noch im jeweiligen Extrembereich anzutreffen, also bei sehr hohen Geschwindigkeiten über 200 km/h oder sehr hohen Zuglasten. Eine relativierende Rolle bei diesen Zuordnungen spielt auch, dass der alte und noch betriebsfähige Lokomotivbestand oft noch für Zugdienste mit geringerem Leistungsbedarf eingesetzt wird.

### Kleinlokomotiven

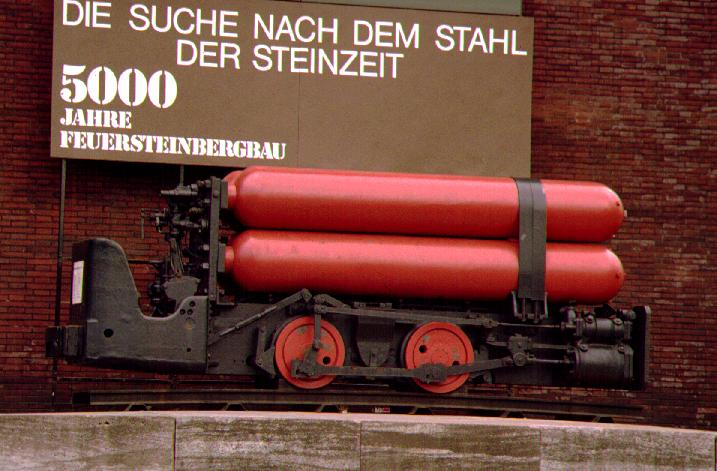
Druckluft-Lokomotive am Deutschen Bergbau-Museum Bochum

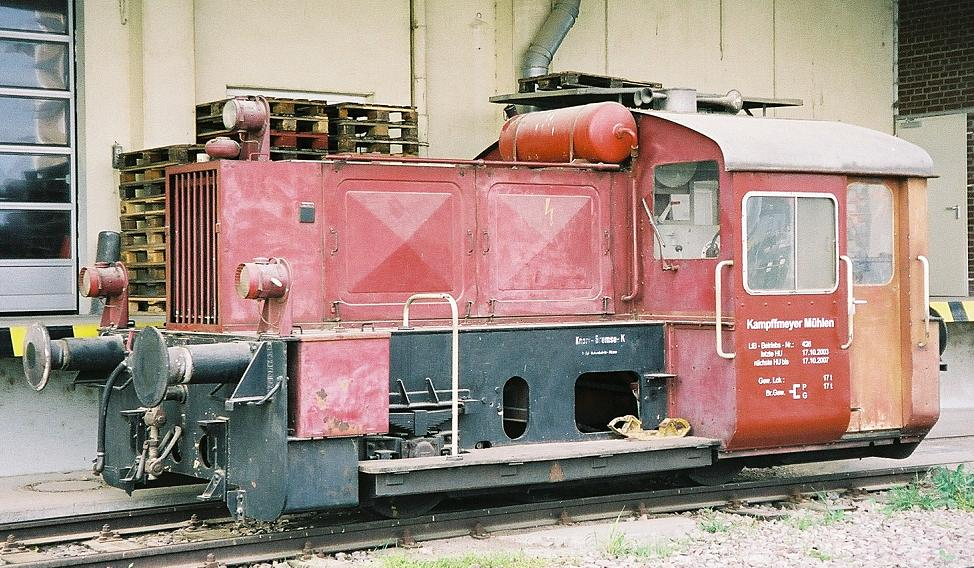
Köf II der Kampffmeyer-Mühlen in Mannheim

Kleinlokomotiven sind Lokomotiven mit geringer Größe und verhältnismäßig geringer Antriebsleistung für leichte Rangieraufgaben. Für diese werden verschiedene Antriebe verwendet, so unter anderem Dieselmotoren, Ottomotoren und Akku-gespeiste Elektromotoren. Auch Dampfspeicherlokomotiven und Pressluftlokomotiven sowie die Schienentraktoren sind zu den Kleinlokomotiven zu rechnen.